# Zerebrales Protektionssystem
Zerebrale Protektionssysteme werden bei der kathetergestützen Behandlung verengter Halsschlagadern (Stentangioplastie der A. carotis) angewendet, um während der Prozedur eine Verschleppung von arteriosklerotischen Gefäßwandablagerungen in das Gehirn (Hirnembolie) mit neurologischen Ausfallerscheinungen zu verhindern. Hierzu stehen Systeme, die den Blutstrom zum Gehirn filtern (distale Filterprotektion) oder unterbrechen (distale und proximale Ballonokklusion) zur Verfügung.

## Distale Filterprotektion

Distale Filterprotektion

Zunächst wird von der Schlagader eines Beines (Arteria femoralis) eines Armes (Arteria brachialis) oder eines Handgelenkes (Arteria radialis) eine Führungsschleuse oder ein Führungskatheter bis in die Halsschlagader (Arteria carotis communis, ACC) vorgebracht. Über einen feinen Führungsdraht wird das Filtersystem mittels dünnlumigen Applikationskatheter etwa 4 cm hinter die Karotisstenose platziert und durch Rückzug des Selbigen entfaltet. Der Filter besteht entweder aus einem körbchenförmigen Geflecht aus Nitinoldraht oder aus einem Nitinolgerüst, das mit einer Polyurethanmembran mit einer Porengröße zwischen 100 und 150 μm beschichtet ist. Ebenfalls über den Führungsdraht erfolgen dann nacheinander die Ballondehnung der Karotisstenose und Implantation eines selbstexpandierenden Stents. Dieser wird in der Regel noch mit einem 5–6 mm × 20–30 mm Ballon an die Gefäßwand anmodelliert. Abschließend wird der Filter mit einem Exportkatheter geborgen und das Behandlungsergebnis angiographisch dokumentiert.

## Distale Ballonokklusion

Distale Ballonokklusion

Statt eines Filters enthält der Führungsdraht einen ca. 6 mm durchmessenden Niederdruckballon, der hinter (distal) der Karotisstenose über das Lumen des Drahtes vorsichtig mit einem Gemisch aus Röntgenkontrastmittel und physiologischer Kochsalzlösung gefüllt wird. Hierdurch wird die Arteria carotis interna (ACI) verlegt und der Blutfluss zur gleichseitigen Gehirnhälfte unterbunden. Erst dann kann die Stentangioplastie erfolgen. Anschließend wird mehrmals die Blutsäule unterhalb des Okklusionsballons abgesaugt und über einen Mikrofilter ausgespritzt. Wenn kein thrombembolisches Material mehr nachweisbar ist, wird die Flussblockade aufgehoben und das Protektionssystem entfernt. Angiographische Kontrollaufnahmen sind im Gegensatz zur Filterprotektion während der Flussblockade nicht möglich, sondern werden vergleichsweise vor und nach der Prozedur durchgeführt.

## Proximale Ballonokklusion mit Flussstillstand

Proximale Ballonokklusion mit Flussstillstand

Ein Protektionsbesteck mit 2 Niederdruckballons wird in die Halsschlagader vorgebracht. Der erste Ballon wird in der Arteria carotis externa (ACE) entfaltet, um den retrograden Fluss in die A. carotis interna zu unterbinden. Der zweite Okklusionsballon blockiert in der Arteria carotis communis den antegraden Fluss in die A. carotis interna. Die vollständige Blutflussblockade wird mit einigen ml Kontrastmittel dokumentiert. Danach kann die Karotisstenose über den Arbeitskanal des Protektionsbestecks mit einem Führungsdraht passiert und die Stentangioplastie durchgeführt werden. Wie bei der distalen Ballonokklusion wird nach der Angioplastie solange Blut aspiriert, bis keine Emboliepartikel mehr nachweisbar sind. Am Ende der Prozedur wird die Flussblockade aufgehoben, das Protektionssystem entfernt und der Therapieerfolg angiographisch dargestellt.

## Proximale Ballonokklusion mit Flussumkehr

Proximale Ballonokklusion mit Flussumkehr

Durch zusätzliche Anlage eines arteriovenösen Shunts zwischen dem Protektionsbesteck und der Vena femoralis wird eine Flussumkehr in der zu behandelnden Arteria carotis interna erzielt. Das Blut, welches durch die Stentangioplastie freigesetztes thrombembolisches Plaquesmaterial (Debris) enthalten kann, wird kontinuierlich über das Protektionssystem abgeleitet und nach Filterung durch einen extrakorporalen Mikrofilter (Porengröße ca. 180 μm) über die arteriovenöse Verbindung zur Vena femoralis dem Blutkreislauf wieder zurückgeführt.

## Vor- und Nachteile
Im klinischen Alltag werden die Filtersysteme wegen ihrer einfachen Handhabung bevorzugt eingesetzt. Beide distalen Protektionssysteme haben den entscheidenden Nachteil, dass sie die Stenose passieren müssen. Insbesondere bei einer höchstgradigen sehr vulnerablen Stenose mit Thrombusanlagerung kann eine Hirnembolie durch das Protektionssystems ausgelöst werden. Dagegen besteht bei der aufwendigeren proximalen Ballonokklusion ein vollständiger Embolieschutz schon vor der ersten Drahtpassage.
Beim inkompletten Circulus arteriosus cerebri werden die Ballonokklusionssysteme von den Patienten i. d. R. nicht toleriert, bei einem Verschluss der kontralateralen A. carotis sind sie kontraindiziert.
Große prospektive randomisierte klinische Studien, die den Vorteil eines bestimmten Protektionssystems beweisen, liegen bis dato nicht vor.

## Klinische Evidenz
Obwohl weltweit Karotisstentangioplastien routinemäßig mit zerebralen Protektionssystemen durchgeführt werden, ist deren Nutzen wissenschaftlich mangels Vorliegen einer randomisierten Vergleichsstudie zur Stentangioplastie ohne zerebrale Protektion bislang jedoch noch nicht zweifelsfrei belegt. Große Therapieregister (Karotis-PTA-Register der Arbeitsgemeinschaft Leitende Kardiologische Krankenhausärzte e. V., Global Carotid Artery Stent Registry), eine Metaanalyse aus 134 publizierten Studien zur Karotisstentangioplastie mit und ohne Embolieschutz sowie zahlreiche Erfahrungsberichte größerer Therapiezentren wiesen eine niedrigere Todes- und Schlaganfallrate bei Verwendung eines Embolieprotektionssystems nach. Ein tendenzieller Vorteil der Karotisstentangioplastie mit zerebraler Protektion zeigte auch die Lead-In-Phase der CREST-Studie (Carotid Revascularisation Endarterectomy versus Stenting Trial). Dagegen konnten das von der Deutschen Röntgengesellschaft und der Deutschen Angiologischen Gesellschaft geführte Pro-CAS-Register, gepoolte Daten der EVA-3S-Studie (Endarterectomy versus Angioplasty in Patients with Symptomatic Severe Carotid Stenosis Trial) und der SPACE-Studie (European Stent-Supported Percutaneous Angioplasty of the Carotid Artery versus Endarterectomy Trial) sowie Subgruppenanalysen der ICSS-Studie (International Carotid Stent Study) keinen signifikanten Unterschied nachweisen. Nach wie vor wird der Einsatz zerebraler Protektionssysteme bei der endovaskulären Behandlung hochgradiger Karotisstenosen kontrovers diskutiert.